# 国际纵队
國際縱隊（西班牙語：Brigada Internacional）是由共产国际组建，在西班牙內戰中援助西班牙第二共和國（尤其是其中的人民阵线）的軍事單位。该军事单位前后存在约两年（1936年－1938年）。据分析，在西班牙内战中国际纵队总共有40,000－59,000人参与战斗，有约15,000人阵亡。
国际纵队的指挥部位于卡斯蒂利亚-拉曼恰，阿尔瓦塞特内一所名叫“大旅馆”的旅馆。国际纵队先后参与了多场西班牙内战中的战斗，如马德里战役、哈拉馬河戰役、瓜達拉哈拉戰役、布魯內特戰役、贝尔奇特战役、特魯爾戰役、阿拉貢攻勢及厄波羅河戰役，但多数战斗以失败告终。1938年，国际纵队被合并至西班牙共和军的西班牙外籍军团，随后因胡安·内格林试图向自由民主制的不干涉委員會求援而被解散。
国际纵队受第三国际的强烈支持，代表苏联对西班牙共和国所承诺的援助（包括武器、补给、军事顾问及内务人民委员部），对应法西斯意大利、法西斯葡萄牙和納粹德國对国民军的援助。国际纵队的多数成员是法国共产党的成员或是意大利和德国的流亡共产党。也有许多犹太人参与了国际纵队，其中以美国、波兰、法国、英格兰和阿根廷志愿者中的犹太人居多。
反对斯大林主义的共产党人一般不会加入国际纵队，而是会选择人民阵线中一些较小的党的民兵加入。例如，马克思主义统一工人党由托洛茨基主义、右翼反对派及其他反斯大林主义左翼共和党人组成，并且不对西班牙人和国外志愿者（比如乔治·奥威尔）做出明确的区分。也有共和党人选择加入无政府工团主义组织，例如杜鲁蒂民兵单位、国际工人协会及全國勞工聯盟。

## 國際縱隊的成立与招募

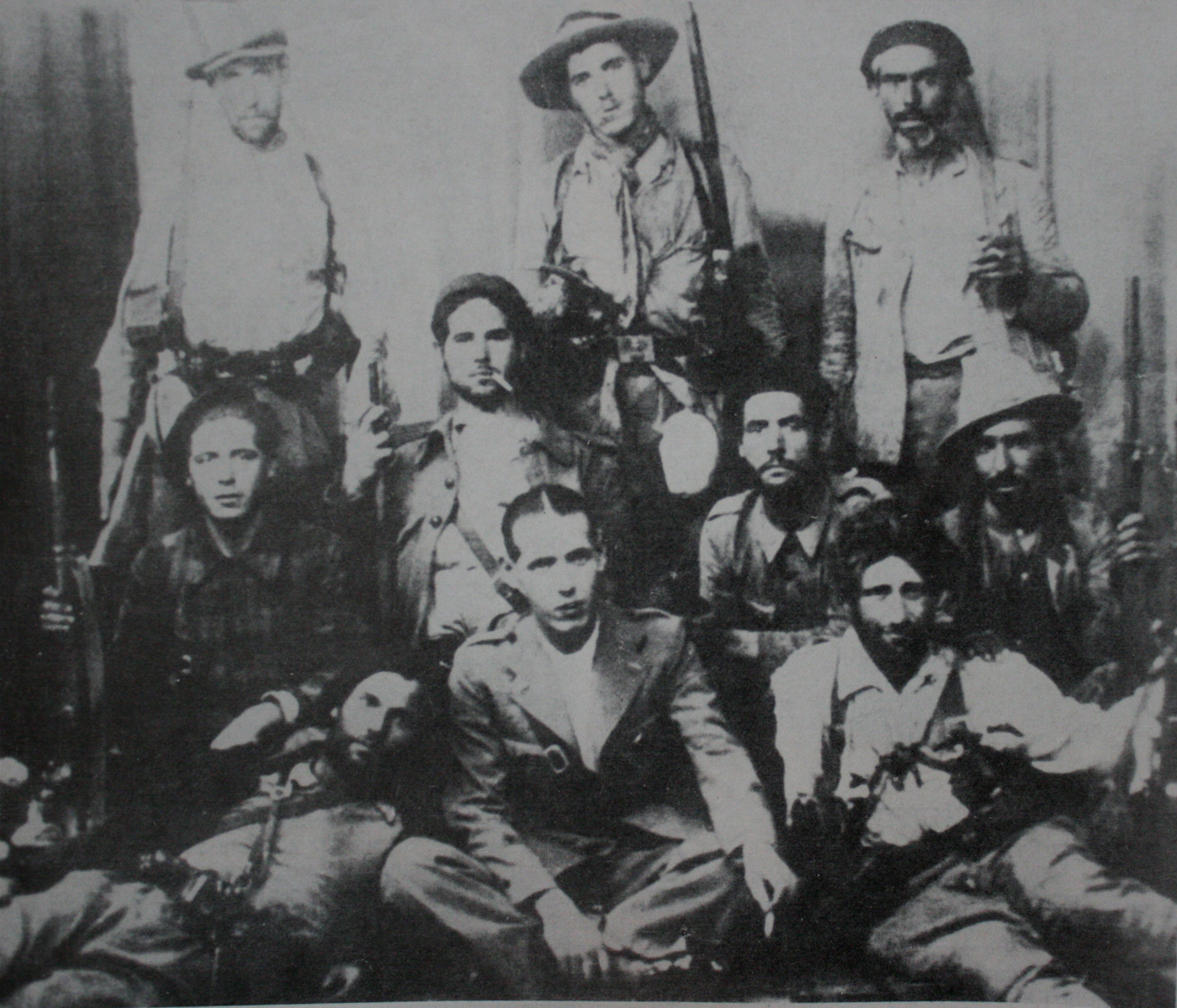
一支保加利亚人组成的纵队，摄于1937年

匈牙利纵队的旗帜

在1936年9月間，共產國際人士威廉·明岑贝尔格在莫里斯·多列士支持下首先提議由各國共產黨招募志願兵加入西班牙內戰。在蘇聯國防部的協助下，意大利共产党和法國共產黨隨後即著手成立縱隊。
巴黎是主要的招募中心，志願者在此獲得金錢及護照方面的協助，並由鐵路或乘船前往西班牙。志願者主要來自義大利、德國與其它當時的專制國家，隊伍中也有許多失業者（主要來自法國）與冒險者；此外，有大約五百名之前遭流放至俄羅斯的共產黨人來到西班牙，其中包括許多活躍於第一次世界大戰的軍事領袖。
共產主義者熱烈支持這個计划，無政府主義者則持懷疑態度。起初，控制法國邊界的無政府主義人士拒絕讓共產黨志願兵入境，遭抗議後才不情願地放行。
第一批的500名志願者在1936年10月14日抵達阿爾瓦塞特，他們在此會見已在西班牙戰鬥的國際志願人士，並依各人之經驗與出身進行編成。為了溝通上的便利，成員依國籍或語言編組。阿爾瓦塞特隨後成為國際縱隊的總部及主要倉庫，並由共產國際的三位重要人士安德烈·马蒂、路易吉·隆哥與吉赛普·蒂·维多里奥領導。
法國共產黨為縱隊提供制服。縱隊的內部管理十分嚴格：成員必須在基地裡待上數週并進行嚴格的軍事訓練。

## 成員组成
首批國際縱隊的成員大多來自法國、比利時、義大利及德國，此外還有一批來自法國北部及比利時的波蘭礦工，其中不乏第一次世界大戰的老兵。他們的能耐在馬德里包圍戰中展露無遺。第一批編成的縱隊是第11、12及13縱隊，第14及15縱隊由老手與新手混編而成。規模較小的第86、129與150縱隊在1937年底及1938年成立，主要是出於短期的戰術目的。國際縱隊各營多以著名的人物或事件命名。縱隊成員还包括一批詩人、藝術家、醫生和記者，如加缪、聶魯達、海明威、奥威尔、畢卡索等。

### 华人成員[7]
- 謝唯進，國際縱隊炮兵縱隊政治委員，中國共產黨旅德支部負責人，中國共產黨員。
- 毕道文，国际纵队高射炮大队医官，原在英国行医（外科），大不列颠共产党员。
- 李丰宁，共和国军50师195纵队战士，英国华工，无党派。
- 张长官，国际纵队工程兵部队工程师，原法国巴黎北养古汽车制造厂工程师，法国共产党员。
- 张树声，共和国军50师195纵队指挥部交通员，原英国邮局职员，无党派。
- 张书，共和国军45师14纵队13营军需主任，原伦敦铁路技术员，英国共产党员。
- 刘景田，共和国军45师14纵队救护队队长，原法国巴黎北养古汽车厂技术工人，法国共产党员。
- 杨春荣，国际纵队14纵队步兵战士，法国工人，法国共产党员。

### 非西班牙裔组成的战斗单位
- 林肯营：成员主要来自美国和加拿大，还包括英国、塞浦路斯和来自纽约智利工人俱乐部的智利人。
  - 康诺利纵队（英语：Connolly Column）：成员主要是愛爾蘭共和主義者，作为林肯营的一个部分进行战斗。
- 密茨凯维奇营（英语：Mickiewicz Battalion）：成员主要来自波兰。
- 安德烈·马蒂营：成员主要来自法国和比利时。
- 不列颠营（英语：British Battalion）：成员主要是英国人，但也有来自澳大利亚、新西兰、南非、塞浦路斯和其他英联邦国家的成员。
- 捷克-巴尔干营：成员主要来自捷克斯洛伐克和巴尔干地区。
- 巴黎公社营：成员主要来自法国。
- 德巴·布拉戈耶夫营：成员主要是保加利亚人，后来并入达克维奇营。
- 季米特洛夫营（英语：Dimitrov Battalion）：成员有希腊人、南斯拉夫人、保加利亚人、捷克斯洛伐克人、匈牙利人和罗马尼亚人（以格奥尔基·季米特洛夫命名）。
- 杜洛·达克维奇营：成员主要是南斯拉夫人、保加利亚人、无政府主义者，以南斯拉夫共产党书记杜洛·达克维奇（英语：Djuro Đaković）命名。
- 东布罗夫斯基营（英语：Dabrowski Battalion）：主要是波兰和匈牙利人，也有捷克斯洛伐克、乌克兰、保加利亚和巴勒斯坦的犹太人。
- 埃德加·安德烈营：成员主要来自德国，还有奥地利、南斯拉夫、保加利亚、阿尔巴尼亚、罗马尼亚、丹麦、瑞典、挪威和荷兰人。
- 西班牙营：由墨西哥人、古巴人、波多黎各人、智利人、阿根廷人和玻利维亚人组成。
- 菲格里奥营：成员主要来自意大利，后与加里波第营合并。
- 加里波第营（英语：Garibaldi Battalion）：以意大利-西班牙营为名组建，后重新命名。成员主要是意大利人和西班牙人，但也有一些阿尔巴尼亚人。
- 乔治·华盛顿营（英语：George Washington Battalion）：由美国人组建的第二个营。后来与林肯营合并，并更名为林肯-华盛顿营。
- 汉斯·贝姆勒营：成员主要是德国人；后来与台尔曼营合并。
- 亨利·巴布塞营（英语：Henri Barbusse Battalion）、亨利·维尔曼营（英语：Henri Vuilleman Battalion）：成员主要是法国人
- 马泰奥蒂营（意大利纵队）：成员主要是意大利人，是第一支到达西班牙的国际纵队。
- 露易丝·米歇尔营（英语：Louise Michel battalions）：成员主要是法国人，后与亨利·维尔曼营合并。
- 麦肯齐-帕皮诺营（英语：Mackenzie-Papineau Battalion）：又被称为“Mac-Paps”，成员主要是加拿大人。
- 马赛营：成员主要是法国人，由佐治·彌敦指挥。
  - 包含一个独立的英国连。
- 帕拉福克斯营（英语：Palafox Battalion）：成员包括南斯拉夫人、波兰人、捷克斯洛伐克人、匈牙利人、犹太人和法国人。
  - 纳夫塔利·博特温连：1937年12月在帕拉福克斯营内组建的一支犹太部队。
- 皮埃尔·布拉舍营：成员主要是法国人。
- 拉科西营（英语：Rákosi Battalion）：成员主要是匈牙利人，还包括捷克斯洛伐克人、乌克兰人、波兰人、中国人、蒙古人和巴勒斯坦犹太人。
- 九国营（又称无国界营和新国界营）：“九国”指法国、比利时、意大利、德国、奥地利、荷兰、丹麦、瑞士和波兰。
- 二月六日营（英语：Sixth of February Battalion）：成员包括法国人、比利时人、摩洛哥人、阿尔及利亚人、利比亚人、叙利亚人、伊朗人、伊拉克人、埃及人、中国人、日本人、印度人、菲律宾人和巴勒斯坦犹太人。
- 台尔曼营（英语：Thälmann Battalion）：成员主要是德国人，以德国共产主义领导人恩斯特·台尔曼命名。
  - 汤姆·曼恩百人队：一个主要由英国人组成的小队，他们作为台尔曼营的一部分开展活动。
- 托马斯·马萨里克营：成员主要是捷克斯洛伐克人。
- 恰巴耶夫营（夏伯阳营）：由21国公民组成，包括乌克兰、波兰、捷克斯洛伐克、保加利亚、南斯拉夫、土耳其、意大利、德国、奥地利、芬兰、瑞典、挪威、丹麦、比利时、法国、希腊、阿尔巴尼亚、荷兰、瑞士、立陶宛和爱沙尼亚。
- 瓦揚-庫蒂里耶营：成员来自法国、比利时、捷克斯洛伐克、保加利亚、瑞典、挪威和丹麦。
- 国际纵队第20营（英语：20th International Battalion）：成员来自美国、英国、意大利、南斯拉夫和保加利亚。
- 2月12日营：成员主要是奥地利人。
- 七省连：成员主要是荷兰人。

### 各國数据
| 国家         | 成员人数                                          | 备注 |
| ------------ | ------------------------------------------------- | --- |
| 法国         | 8,962~9,000                                       | |
| 意大利       | 3,000~3,350                                       | |
| 纳粹德国     | 3,000~5,000 其中包括2,217 名德国人和872名奥地利人 | |
| 奥地利       | 3,000~5,000 其中包括2,217 名德国人和872名奥地利人 | 奥地利抵抗运动文件中的记载为1400人。奥地利于1938年被德国吞并。 |
| 波兰         | 500~5,000                                         | 国际史学界倾向于徘徊在3000名 "波兰人 "的数字上。它包括来自波兰但在法国和比利时招募的移民，他们占波兰特遣队的75%；它还包括白俄罗斯、乌克兰，特别是犹太血统的志愿者；后者可能占所有被列为 "波兰人 "的志愿者的45%。 |
| 美国         | 2,341~2,800                                       | |
| 南斯拉夫     | 1,500~2,095                                       | |
| 联合王国     | 2,500~4,700                                       | |
| 比利时       | 1,600~1,722                                       | |
| 加拿大       | 1,546~2,000                                       | 来自Thomas的数据记载为1000人 |
| 古巴         | 1,101                                             | |
| 捷克斯洛伐克 | 1,006~1,500                                       | |
| 阿根廷       | 740                                               | |
| 荷兰         | 628~691                                           | |
| 丹麦         | 550                                               | 220人战死 |
| 匈牙利       | 528~1,500                                         | |
| 瑞典         | 500                                               | 估计数。约有799-1,000名国际纵队成员来自斯堪的纳维亚半岛（其中约500人是瑞典人）。 |
| 罗马尼亚     | 500                                               | |
| 保加利亚     | 462                                               | |
| 瑞士         | 408~800                                           | |
| 立陶宛       | 300~600                                           | |
| 爱尔兰       | 250                                               | 分为英国营和林肯营，其中包括著名的康诺利纵队 |
| 挪威         | 225                                               | 100人战死 |
| 芬兰         | 225                                               | 包括78名芬兰裔美国人和73名芬兰裔加拿大人，约70人死亡。 |
| 爱沙尼亚     | 200                                               | |
| 希腊         | 290~400                                           | |
| 葡萄牙       | 134                                               | 由于地理和语言相近，大多数葡萄牙志愿者直接加入了西班牙共和国部队，而不是国际纵队。据估计，当时约有2000名葡萄牙人在共和国方面作战，分布在不同的单位。                                                             |
| 卢森堡       | 103                                               | 引用自Henri Wehenkel - D'Spueniekämfer的历史学著作 (1997) |
| 中国         | 100                                               | 由中国共产党组织，成员主要是以谢唯进为首的华侨。 |
| 墨西哥       | 90                                                | |
| 塞浦路斯     | 60                                                | |
| 澳大利亚     | 60                                                | 16人战死 |
| 菲律宾       | 50                                                | |
| 阿尔巴尼亚   | 43                                                | 与意大利人一起组织了 "加里波第营"。他们由科索沃革命家阿西姆-沃克西领导。 |
| 哥斯达黎加   | 24                                                | |
| 新西兰       | “约”20                                            | 被整合进英国营 |
| 其他         | 1,122                                             | |

## 馬德里戰役
發生於1936年10月至1937年1月的馬德里保衛戰是共和政府的重大勝利，此役使佛朗哥將軍迅速取勝的意圖失敗。國際縱隊在此役中的重要性廣為人知，有時甚至被誇大。例如，當時的英國大使亨利·奇尔顿爵士宣稱馬德里守軍中沒有西班牙人；事實上，四萬名守軍中只有三千多人不是西班牙人。
馬德里的戰略要地之一是田园之家，共和政府的第三及第四縱隊在此阻擋了叛軍的攻勢。進攻此地的叛軍為摩洛哥軍隊，他們長於在開闊地戰鬥，但不擅巷戰。
在1936年11月9日，由1,900人組成的國際縱隊第十一縱隊進駐此地，並於當晚對叛軍發動攻擊。戰鬥持續至隔日早晨，結果叛軍不得不撤退，並放棄直接由田园之家進攻馬德里的計畫，而第十一縱隊則損失了三分之一的人員。
在11月13日，由1,550人構成的第十二縱隊進攻安格萊斯山高地的叛軍。由於語言與通訊問題、與裝甲部隊的協調不良及缺乏砲兵支援，這波攻勢以失敗告終。
11月19日，共和軍下屬的無政府主義者部隊被迫撤離，而叛軍在納粹禿鷹軍團的掩護下進據大學城。第十一縱隊受命將叛軍逐出大學城。戰鬥十分激烈，雙方以手雷與刺刀逐室相搏，並夾雜著砲擊與飛機轟炸。大學裡的戰鬥持續到叛軍掌控四分之三的地盤為止，然後雙方各自構築陣地。此時無論由任一方進攻，都會付出嚴重代價。叛軍將領不得不放棄直接攻城的計畫，並準備圍城。
在1936年12月13日，18,000名叛軍企圖進攻馬德里外圍的瓜达拉马，此役稱為第二次科魯尼亞路戰役。共和軍派出一個蘇聯的裝甲部隊，及第十一、十二國際縱隊。在激烈的戰鬥後，他們阻止了叛軍的攻勢。
叛軍在耶誕節後的圍城計畫受挫，但共和軍也付出了慘重代價。在1937年1月6日，國際縱隊下屬的台爾曼營抵達拉斯罗萨斯，並在此堅守至全軍覆沒為止。在1月9日，叛軍的進展只有十公里，而第十三、十四國際縱隊抵達馬德里。隨後共和軍企圖奪回失地，戰況激烈但收效不大。1月15日，雙方各自構築陣地，戰局陷入僵持。
叛軍直到戰爭尾聲的1939年3月才取得馬德里，其後幾個月間仍存有零星的反抗區。

## 哈拉瑪戰役
隨著馬拉加失守，叛軍在1937年2月進攻馬德里-安達魯西亞的道路。雙方都付出嚴重代價，戰事在二月底陷入僵持，雙方都自稱獲勝，但雙方都遭遇了失敗。
在此期間，國際聯盟於2月22日宣佈禁止外國志願兵介入戰局。

## 瓜達拉哈拉戰役
由於叛軍在哈拉瑪的進展有限，遂改道馬德里東北方50公里的瓜達拉哈拉。墨索里尼派出含35,000人、80輛戰車與200門大砲的特遣隊，以為義大利記上一筆戰功。叛軍在3月9日攻破共和軍的防線，共和軍方面遂組織包含第十一、十二國際縱隊在內較有戰力的單位。
在3月10日凌晨，國際縱隊的加里波第營發起反攻。叛軍在3月11日突破防線，但台爾曼營與加里波底營仍守住了要地。共和軍的飛機與戰車在3月12日發起了攻擊。台爾曼營奪回了Trijuete鎮，並俘獲大量叛軍。

## 解散
為了令叛軍外援撤離，並令英、法等國解除禁運，共和政府於1938年9月21日宣稱依國際聯盟決議，解散國際縱隊。此時仍有大約一萬名外國志願者在西班牙戰鬥，其中過半來自德國、義大利及匈牙利等當時的右翼法西斯政權；這些人無法安全返國，西班牙政府遂授予他們榮譽公民資格，並納入人民軍；其餘人員則被遣送回國。
國際縱隊於10月底在巴塞隆納進行了最後的巡遊，總統與总理皆到場致意；西班牙共產黨代表多洛雷斯·伊巴露丽（人稱“热情之花”）更發表了慷慨激昂的演說，成為西班牙內戰的名篇之一。

## 各地的國際縱隊紀念碑

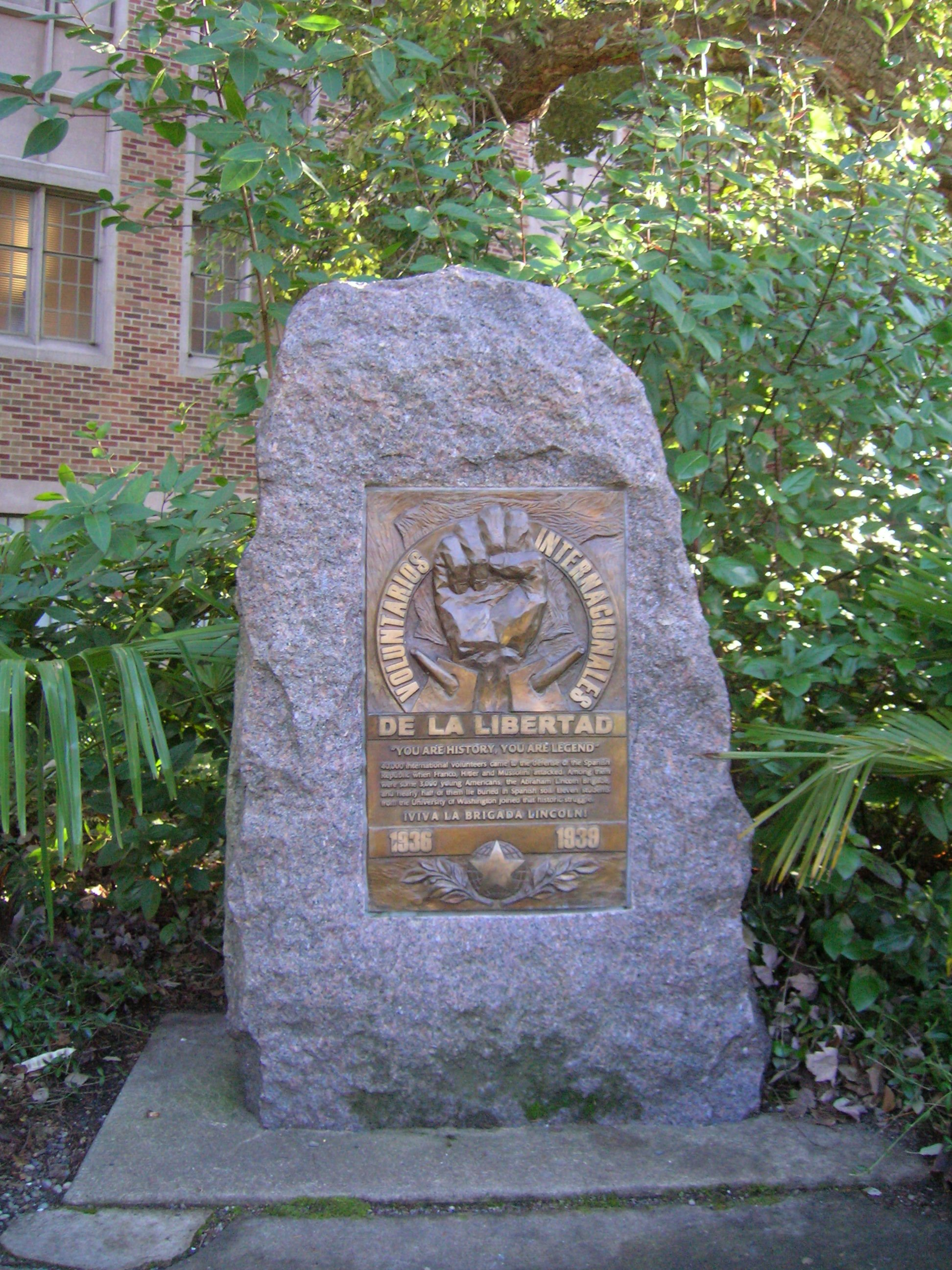
西雅圖
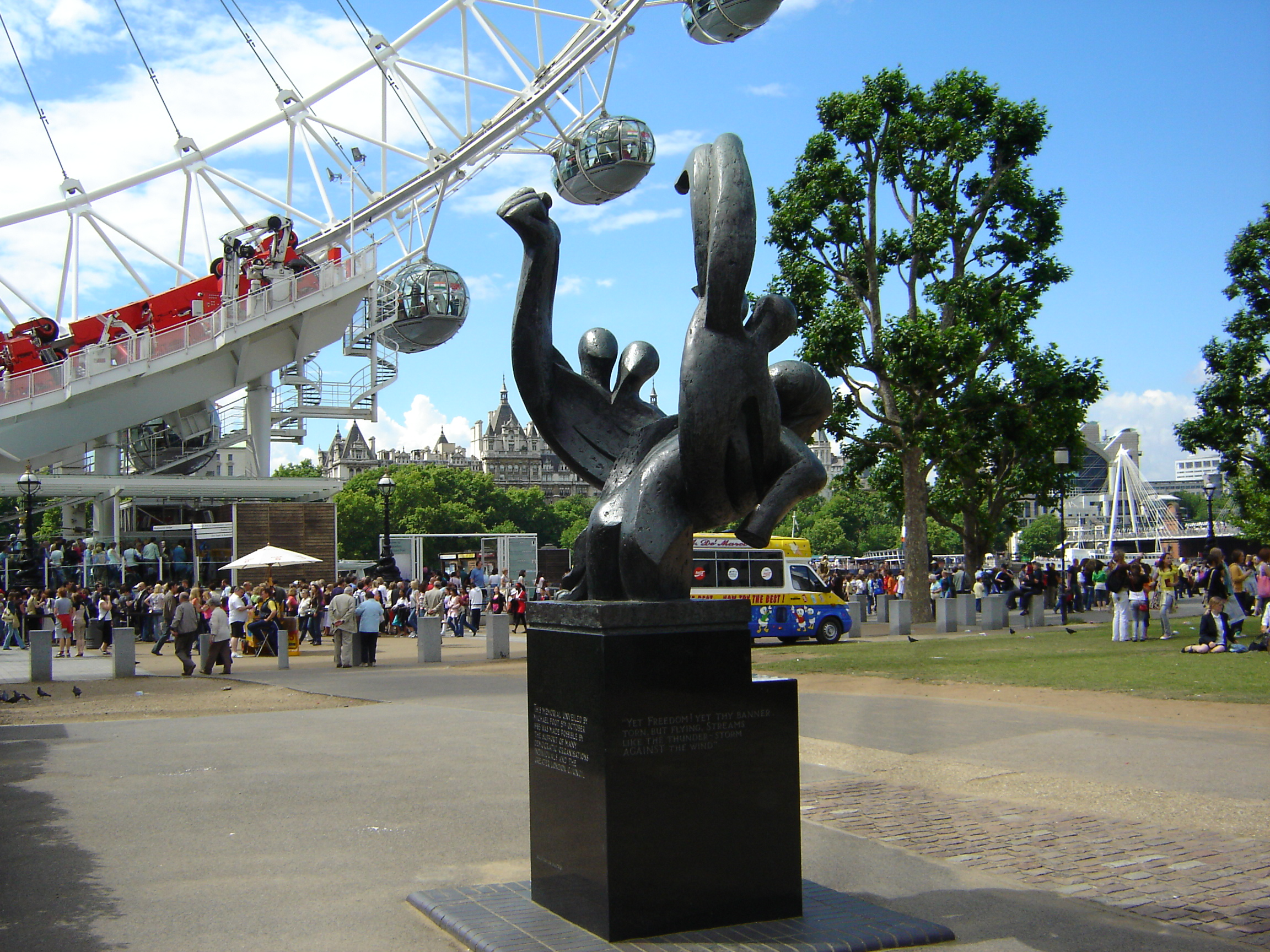
倫敦
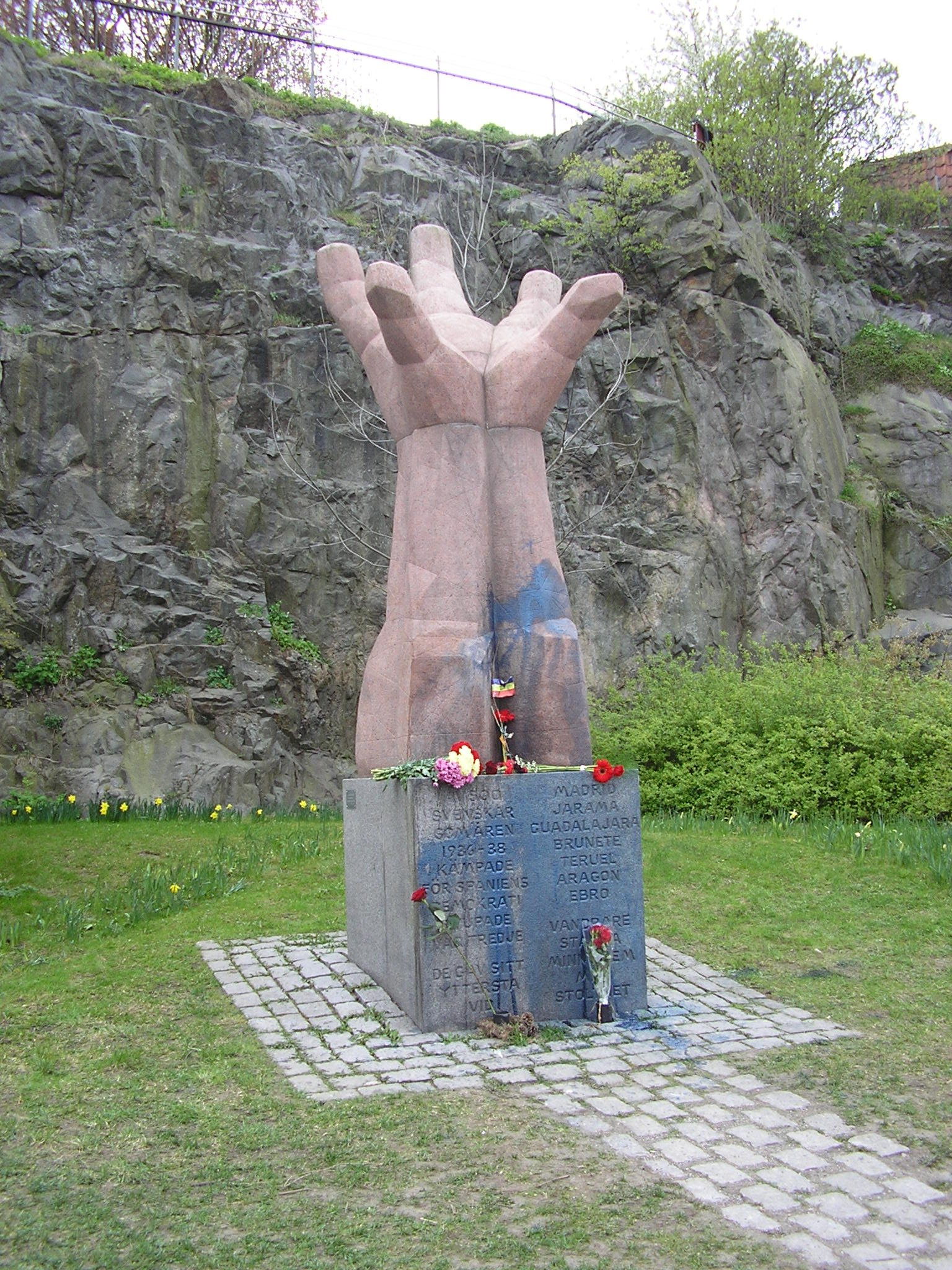
斯德哥爾摩
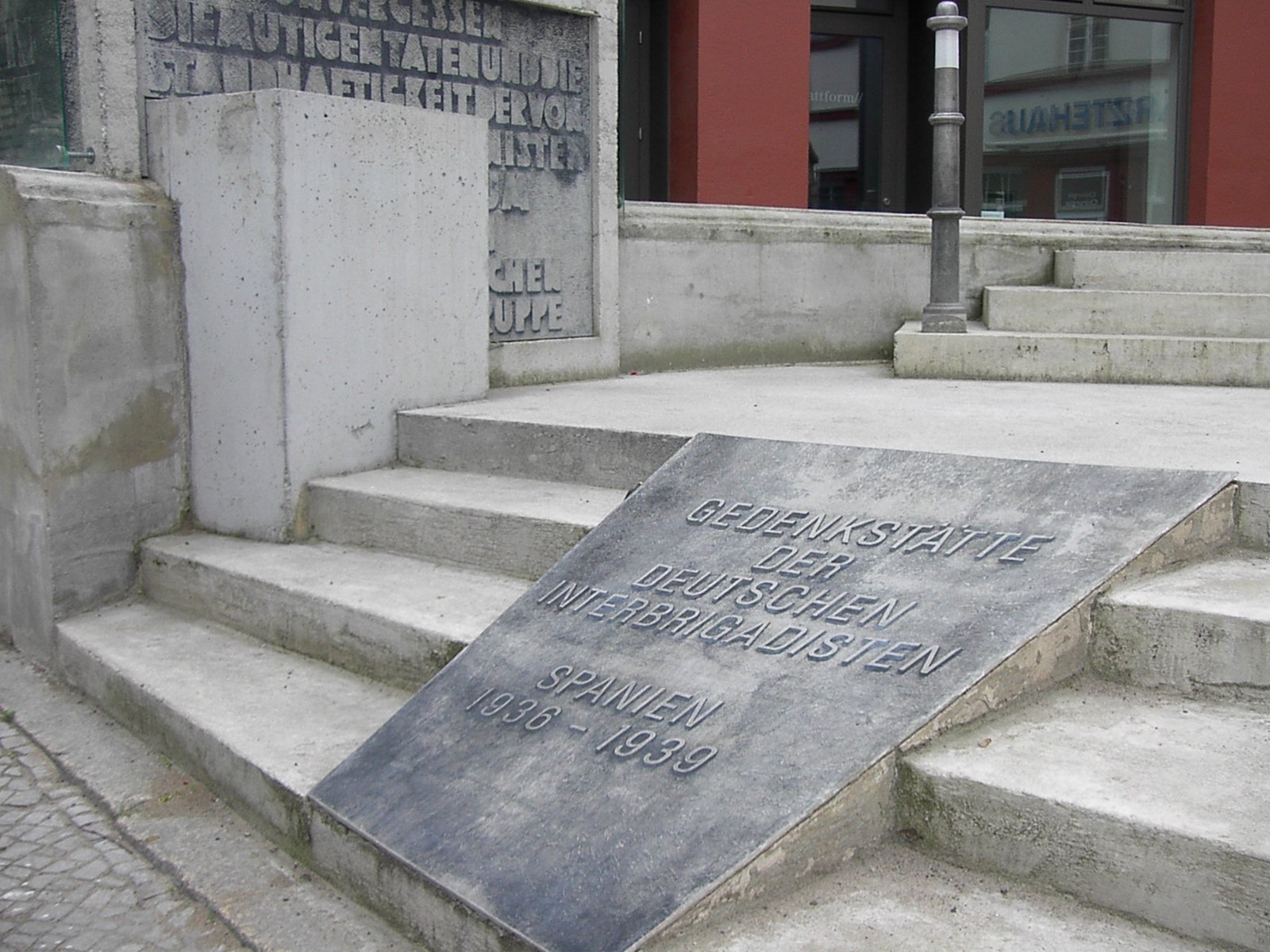
柏林

## 外部連結
- IBMT the international brigade memorial trust（页面存档备份，存于）
- Abraham Lincoln Brigade Archives
- Reproduction of International Brigades flags, badges and T-shirts（页面存档备份，存于）
- Freedom fighters or Comintern army? The International Brigades in Spain by Andy Durgan（页面存档备份，存于）
- International Solidarity With the Spanish Republic: 1936–1939
- Private Collection about German Exile and Spanish Civil War（页面存档备份，存于）
- Documents on the International Brigades from "Trabajadores: The Spanish Civil War through the eyes of organised labour"（页面存档备份，存于）, a digitised collection of more than 13,000 pages of documents from the archives of the British Trades Union Congress held in the Modern Records Centre, University of Warwick
- SIDBRINT Project: Digital Information System on the International Brigades. Universitat de Barcelona（页面存档备份，存于）

媒体
- asso.acer.free.fr（页面存档备份，存于）
- english.uiuc.edu（页面存档备份，存于）